# Liste der Mitglieder des liechtensteinischen Landtags (1970)
Diese Liste führt die Mitglieder des Landtags des Fürstentums Liechtenstein auf, der aus den Wahlen am 30. Januar und 1. Februar 1970 hervorging. Die Legislaturperiode dauerte bis 1974. Zum letzten Mal wurde nach dem Listenproporz gewählt, außerdem galt zum letzten Mal die 18-Prozent-Hürde, die 1973 auf 8 Prozent gesenkt wurde.

## Zusammensetzung
Von 4309 Wahlberechtigten nahmen 4091 Personen an der Wahl teil (94,9 %). Von den abgegebenen Stimmen waren 4051 gültig. Die Stimmen und Mandate verteilten sich in den beiden Wahlkreisen – Oberland und Unterland – wie folgt:
| Partei                              | Stimmen  | Stimmen   | Stimmen   | Stimmen       | Sitze    | Sitze     | Sitze     |
| ----------------------------------- | -------- | --------- | --------- | ------------- | -------- | --------- | --------- |
| Partei                              | Oberland | Unterland | insgesamt | Stimmenanteil | Oberland | Unterland | insgesamt |
| Fortschrittliche Bürgerpartei (FBP) | 1295     | 683       | 1978      | 48,83 %       | 4        | 3         | 7         |
| Vaterländische Union (VU)           | 1456     | 552       | 2008      | 49,57 %       | 5        | 3         | 8         |
| Christlich-Soziale Partei (CSP)     | 0        | 65        | 65        | 1,60 %        | 0        | 0         | 0         |

## Liste der Mitglieder
| Name             | Fraktion | Wahlkreis | Stimmen | Bemerkung         |
| ---------------- | -------- | --------- | ------- | ----------------- |
| Franz Beck       | VU       | Oberland  | 1416    |                   |
| Johann Beck      | VU       | Oberland  | 1498    |                   |
| Cyrill Büchel    | VU       | Unterland | 608     |                   |
| Ernst Büchel     | FBP      | Unterland | 712     |                   |
| Alexander Frick  | FBP      | Oberland  | 1309    |                   |
| Roman Gassner    | VU       | Oberland  | 1540    |                   |
| Anton Gerner     | FBP      | Unterland | 659     |                   |
| Eugen Hasler     | VU       | Unterland | 621     |                   |
| Herbert Kindle   | VU       | Oberland  | 1496    |                   |
| Georg Malin      | FBP      | Unterland | 660     |                   |
| Peter Marxer     | FBP      | Oberland  | 1344    |                   |
| Franz Nägele     | VU       | Unterland | 606     |                   |
| Karlheinz Ritter | VU       | Oberland  | 1539    | Landtagspräsident |
| Hans Verling     | FBP      | Oberland  | 1256    |                   |
| Emanuel Vogt     | FBP      | Oberland  | 1302    |                   |

## Liste der Stellvertreter
| Name                  | Fraktion | Wahlkreis | Anmerkung | Bemerkung |
| --------------------- | -------- | --------- | --------- | --------- |
| Heinz Büchel          | FBP      | Oberland  | 524       |           |
| Josef Büchel          | VU       | Oberland  | 1135      |           |
| Wolfgang Feger        | FBP      | Oberland  | 1310      |           |
| Josef Frommelt        | FBP      | Oberland  | 1079      |           |
| Georg Gstöhl          | VU       | Unterland | 1368      |           |
| Werner Gstöhl         | FBP      | Unterland | 537       |           |
| Anton Marxer          | FBP      | Oberland  | 1397      |           |
| Gustav Jehle          | VU       | Unterland | 930       |           |
| Alois Kind            | VU       | Unterland | 567       |           |
| Anton Marxer          | VU       | Unterland | 598       |           |
| Eugen Schädler        | VU       | Oberland  | 1235      |           |
| Arnold Schurte        | FBP      | Oberland  | 1250      |           |
| Gebhard Näscher Seger | VU       | Oberland  | 461       |           |
| Hugo Wohlwend         | FBP      | Unterland | 616       |           |